# Площадь Карла Маркса (Ярославль)
Пло́щадь Ка́рла Ма́ркса — площадь в центральной части города Ярославля, образованная пересечением проспектов Ленина и Октября. Расположена на месте Романовской заставы.
В обиходе горожане называют площадь «у Гиганта» по зданию клуба «Гигант». Является крупным пересадочным транспортным узлом.

## История

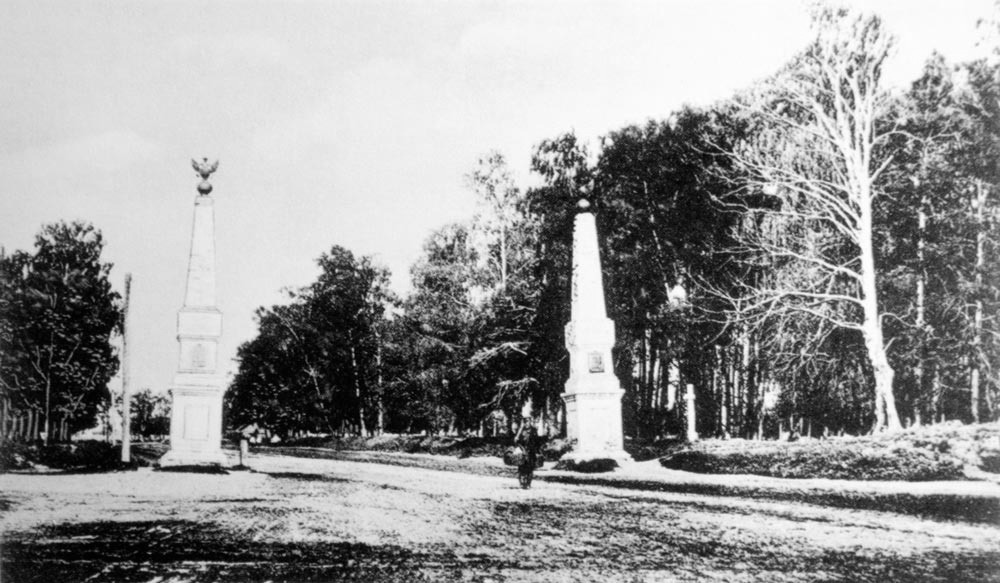
Романовская застава в конце XIX века

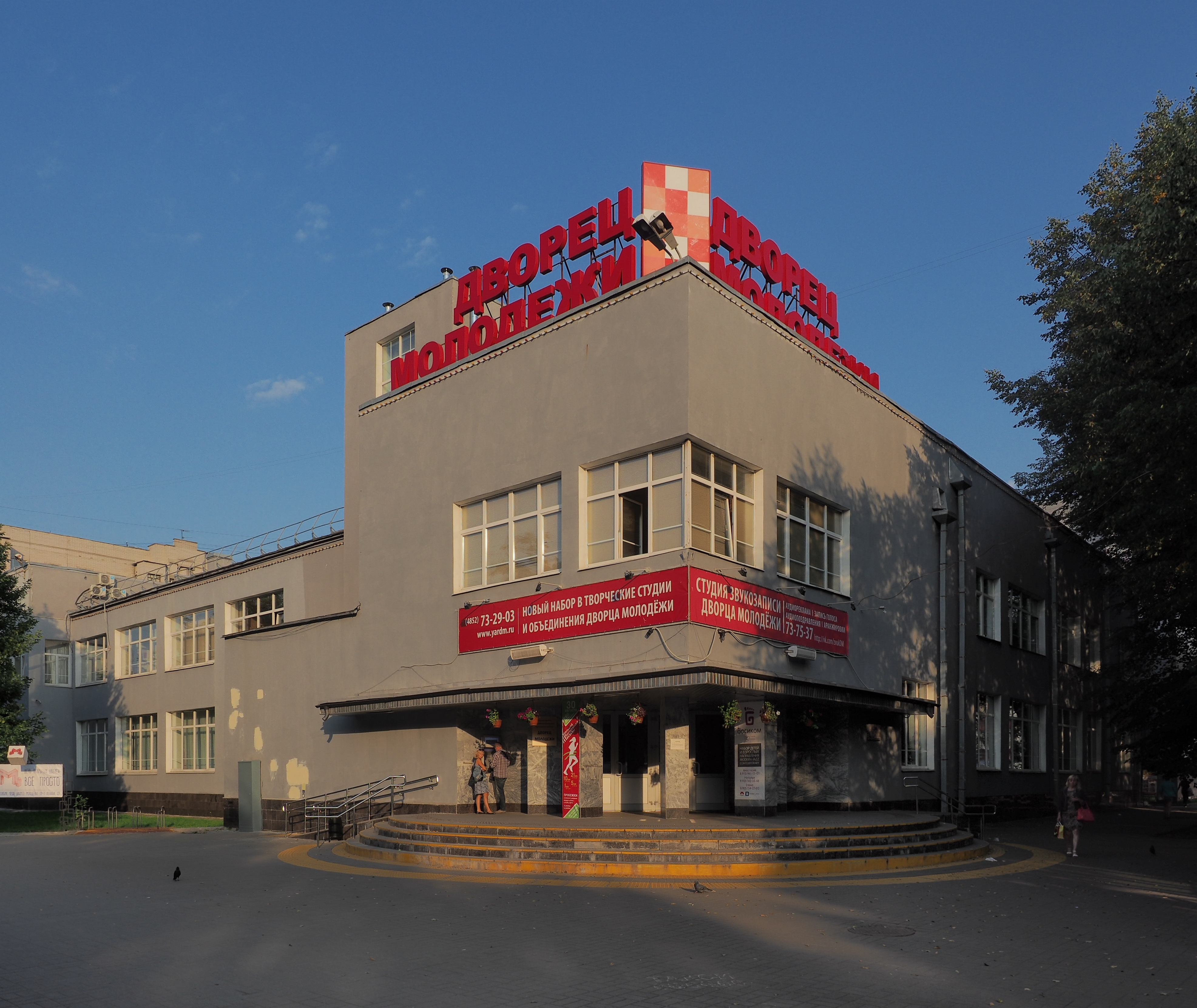
Клуб «Гигант» по которому называется площадь

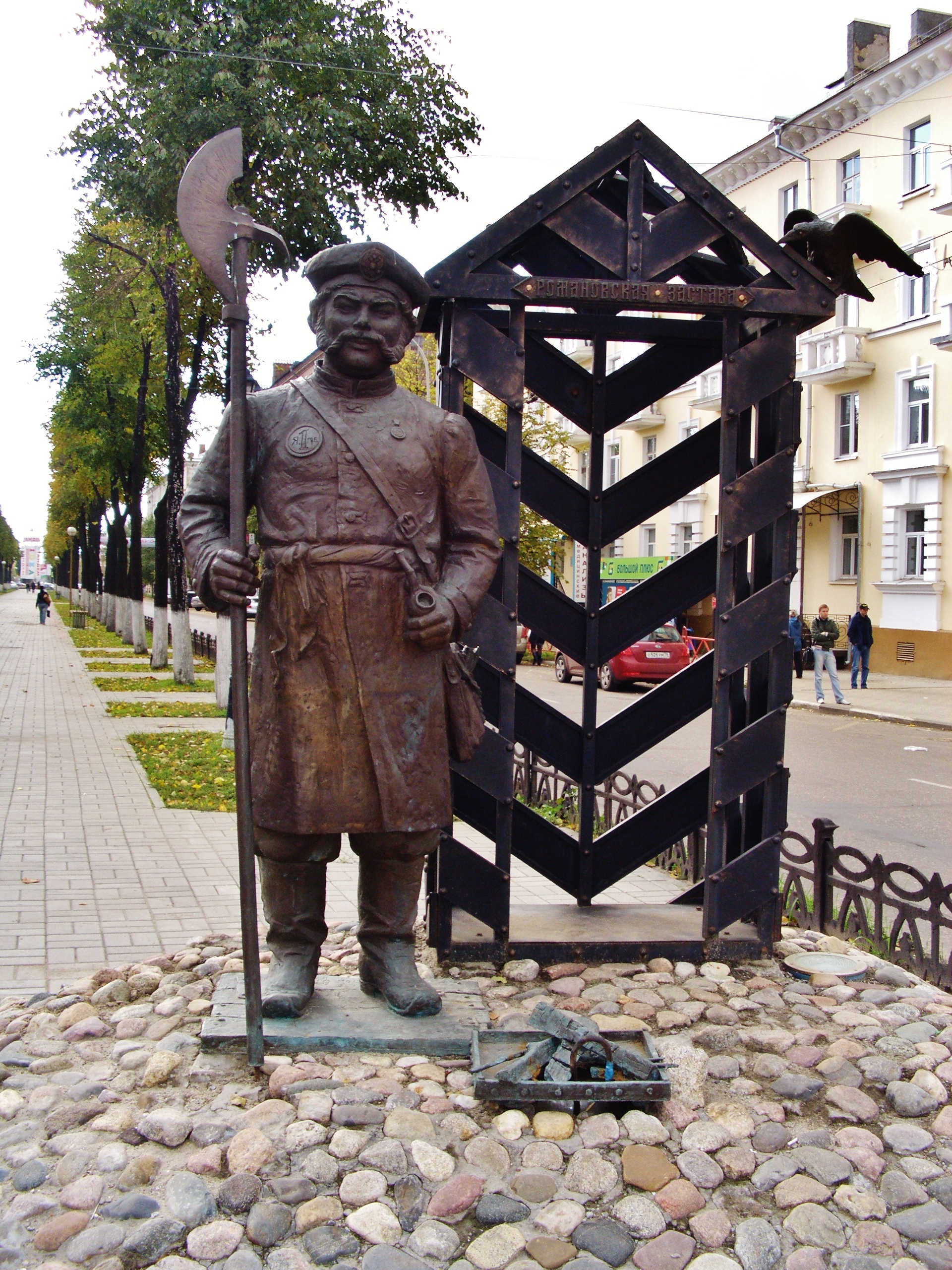
Композиция «Романовская застава»

Площадь у Романовской заставы была спроектирована по регулярному плану 1778 года. На площади сходились Дворянская и Пошехонская улицы и улица подле вала. От заставы начиналась Романовская дорога (к Романов-Борисоглебску).
Во 2-й половине XIX века улица подле вала стала называться Городской вал; около 1900 года вал срыли, улицу и площадь расширили, так как город стал выходить за их пределы.
В 1972 году площадь переименовали в площадь Карла Маркса с одновременным открытием на ней памятника Карлу Марксу.

## Здания и сооружения
- Памятник Карлу Марксу
- Скульптурная композиция «Романовская застава», установленная в 2008 году.
- Проспект Ленина, 18/50 — прокуратура Ленинского района
- Проспект Ленина, 27 — Ярославский дворец молодёжи (бывший Клуб «Гигант»)
- Проспект Октября, 52 — Клиническая больница № 1

## Транспорт
Площадь у Гиганта — крупный пересадочный узел общественного транспорта. В составе остановочного пункта «Площадь Карла Маркса» шесть остановочных платформ, две на проспекте Октября, две на проспекте Ленина и две на улице Володарского (на отдельной трамвайной линии). Остановочные платформы автобусов и троллейбусов располагаются за пересечением проспектов Ленина и Октября. Автобусы, троллейбусы и трамваи, проходящие через площадь, связывают центр города, Главный и Московский вокзалы с районами Всполье, Пятёрка, Брагино, Норское, Заволга, Нижний посёлок, Нефтестрой, Тугова Гора, Сокол, Дядьково и Липовая Гора.